# سفارت نروژ در واشینگتن
سفارت نروژ در واشینگتن (به انگلیسی: Embassy of Norway) یک سفارت در ایالات متحده آمریکا است که در واشینگتن، دی.سی. واقع شده‌است.